# Fey (Automobilhersteller)
Fey war ein US-amerikanischer Hersteller von Automobilen.

## Unternehmensgeschichte
Lincoln H. Fey aus Northfield in Minnesota war allergisch auf Pferde, daher suchte er eine Alternative zu Pferdekutschen. 1896 begann er mit der Entwicklung eines Motors. Zwischen 1897 und 1904 stellte er einige Personenkraftwagen her, die er auch verkaufte. Sie wurden Fey genannt. Sein Bruder Frank E. Fey war sein Partner. Es bestand eine Verbindung zum Fox and Ferris Machine Shop.

## Produkte
1896 stellte Fey einen Dampfmotor her. Diesen verkaufte er für 25 US-Dollar.
1897 entstand das erste Fahrzeug. Es war ein Dreirad mit einzelnem Hinterrad. Ein Ottomotor sorgte für den Antrieb. Käufer war Alfred J. Smith aus New Prague. Der Preis betrug 65 Dollar.
1898 folgte ein Fahrzeug mit vier Rädern. Es fand für 170 Dollar einen örtlichen Käufer.
Während der nächsten sechs Jahre wurde ein Fahrzeug hergestellt, zu dem keine weiteren Daten vorliegen. Eine Abbildung zeigt einen Tourenwagen von 1901. Vordere Motorhaube, Lenkrad auf einer schräg stehenden Lenksäule und Kotflügel sind erkennbar.
1904 entstand das letzte Fahrzeug. Ein selbst hergestellter Vierzylindermotor trieb es an. Er war luftgekühlt.